# Circonscription de Wannon
La circonscription de Wannon est une circonscription électorale australienne au sud-ouest du Victoria. La circonscription a été créée en 1901 et est l'une des 75 circonscriptions de la première élection fédérale. Elle porte le nom d'un cours d'eau qui la traverse, la Wannon River. 

## Description
Elle comprend les villes de Warnambool, Portland, Ararat, Hamilton, Stawell de Halls Gap.
Elle est un siège assuré pour le Parti libéral. Son membre le plus éminent a été Malcolm Fraser qui fut premier ministre d'Australie de 1975 à 1983. 

## Représentants
| Nom               | Parti            | Période de mandat |
| ----------------- | ---------------- | ----------------- |
| Samuel Cooke      | Free Trade       | 1901–1903         |
| Arthur Robinson   | Free Trade       | 1903–1906         |
| John McDougall    | Travailliste     | 1906–1913         |
| Arthur Rodgers    | Commonwealth     | 1913–1916         |
| Arthur Rodgers    | Nationaliste     | 1916–1922         |
| John McNeill      | Travailliste     | 1922–1925         |
| Arthur Rodgers    | Nationaliste     | 1925–1929         |
| John McNeill      | Travailliste     | 1929–1931         |
| Thomas Scholfield | United Australia | 1931–1940         |
| Donald McLeod     | Travailliste     | 1940–1949         |
| Daniel Mackinnon  | Libéral          | 1949–1951         |
| Donald McLeod     | Travailliste     | 1951–1955         |
| Malcolm Fraser    | Libéral          | 1955–1983         |
| David Hawker      | Libéral          | 1983–2010         |
| Dan Tehan         | Libéral          | 2010–en cours     |